# Charles Kouyos
Charles Kouyos (Marsiglia, 10 febbraio 1928 – Parigi, 12 dicembre 1994) è stato un lottatore francese, specializzato nella lotta libera.

## Palmarès
- Giochi olimpici

Londra 1948: bronzo nei pesi gallo.